# Akrece
Akrece je proces, během kterého dochází ke zvětšování objemu vlivem připojování vnějších částic k vlastnímu tělesu. Slovem akrece se pojmenovává několik procesů, které mají stejný základ.
1. navazování částic na schránky měkkýšů
2. formování - neboli akrece - planet a jiných vesmírných objektů z plyno-prachového mračna
3. teorie o rozšiřování kontinentů a oceánů
4. tvorba sněhových vloček formující sníh